# Afonso Costa
Afonso Augusto da Costa (Seia, 6 marzo 1871 – Parigi, 11 maggio 1937) è stato un avvocato e politico portoghese.
Fu per tre volte Primo ministro del Portogallo.

## Carriera politica
Costa fu il leader del Partito repubblicano portoghese e fu una delle figure più importanti della Prima Repubblica portoghese. Ricoprì la carica di deputato repubblicano alla Camera dei Deputati durante gli ultimi anni della monarchia. Dopo la proclamazione della repubblica, fu ministro della Giustizia durante il governo provvisorio di breve durata di Teófilo Braga, che durò dal 5 ottobre 1910 al 3 settembre 1911.
Massone, membro del Grande Oriente Lusitano,  Costa firmò la legge che decretò l'espulsione dei gesuiti dal Portogallo, abolì tutti gli ordini religiosi e stabilì la separazione tra Stato e Chiesa. Questi provvedimenti lo resero un simbolo dell'anticlericalismo della Prima Repubblica. Inoltre, fu fondamentale per il passaggio di molte altre leggi progressiste, come quelle riguardanti il divorzio, le relazioni familiari, il matrimonio civile, i contratti di locazione di immobili, la riorganizzazione giudiziaria, gli infortuni sul lavoro e la censura della stampa.
Fu Primo Ministro del Portogallo per tre volte. La prima volta fu chiamato dal presidente Manuel de Arriaga per formare un governo come leader del Partito Democratico Repubblicano. Durante questo mandato fu anche Ministro delle Finanze. Tornò al potere come primo ministro e ministro delle Finanze dal 29 novembre 1915 al 16 marzo 1916.
A seguito di ulteriori instabilità politiche, Costa fu ancora una volta primo ministro, dal 25 aprile 1917 all'8 dicembre 1917, in un governo di unità nazionale, soprannominato la Sacra Unione per sostenere l'ingresso del Portogallo nella prima guerra mondiale. Dopo il colpo di Stato militare di Sidónio Pais, Costa fu esiliato a Parigi.
In varie altre occasioni nel corso della Prima Repubblica, Costa ricevette inviti come capo di governo ma rifiutò sempre. Dopo il colpo di Stato del 28 maggio, espresse giudizi contrari al nuovo regime militare della destra cattolica, il cosiddetto Estado Novo. Morì in esilio a Parigi l'11 maggio 1937.